# 肖戦
肖戦（シャオ・ジャン、中: 肖战/肖戰、英: Xiao Zhan、1991年10月5日 - ）は、中国の俳優、歌手である。中国・重慶市出身。身長183.6cm。重慶工商大学現代デザイン芸術学科卒業。愛称は戦戦（ジャンジャン）、有銭哥哥など。応援色は赤。公式ファンネームは小飛侠（シャオフェイシャー）。

## 来歴

### 2015年~2018年：デビュー・活動初期
- 2015年、一般企業に勤めていたが大学時代の恩師の勧めでアイドルオーディション番組『燃烧吧少年』へ参加。[1]
- 2016年、9月28日にX玖少年団のリードボーカルとしてアイドルデビュー。俳優としても活動を始めた。[2]
- 2017年、亚洲金曲大赏で「今年最も人気のあるグループ」を受賞。[3]
- 2018年4月、メンバー全員で出演した『華麗なる皇帝陛下』が配信開始。[4]10月5日、自身の誕生日に個人1stシングル『満足』をリリース。[5]12月のコンサートを最後に個人活動が中心となる。

### 2019年〜2020年：個人活動本格開始・ブレイク
- 2019年4月、初主演ドラマ『陳情令』が配信開始。100億回以上の視聴回数を記録する世界的大ヒット作となり本人もブレイクを果たす。[6]
- 2019年9月、初主演映画『ジェイド・ダイナスティ　破壊王、降臨。』が公開。興行収入が4.5 億元となり2019年中秋節トップ映画となった。[7]また、個人事務所「肖戦工作室」の設立を発表。個人活動はこの事務所を通じて行うことになった。[8][9]
- 2019年11月、ヒット作『慶余年 〜麒麟児、現る〜』に出演し、エンディングテーマ曲『余年』を歌唱。俳優兼歌手として更なる注目を集めた。[10]
- 2020年4月、個人シングル『光点』をリリース。開始24時間で2,548万を売り上げ、総売上枚数5,431万を記録し、最速で売れた楽曲並びに最も売れたデジタルシングルとしてギネス世界記録を樹立した。[11][12]肖戦本人の意向により売上は全額寄附されている。

### 2021年~2023年：トップスターとしての活躍
- 2021年2月、主演ドラマ『斗羅大陸～7つの光と武魂の謎～』が放送。1日の視聴回数が2億1100万回を超え、1話あたりの平均再生回数は1億3800万回に達し、ドラマ人気指数で25日連続で1位を獲得するヒット作となった。[13]
- 2021年8月、舞台『如梦之梦』で舞台デビュー。上演時間が8時間に及ぶ公演を主演の一人として成功に導いた。[14]
- 2021年12月、主演ドラマ『男たちの勲章～栄光への旅立ち～』が公開。翌年に中国で最も権威あるドラマ賞「中国電視劇飛天奨（中国語版）」の第33回優秀作品に選出された。[15]
- 2022年3月、主演ドラマ『これから先の恋』が放送。累計視聴回数は初日に4億回を超え、12時間後には累計5億4000万回に達した。[16]
- 2022年11月、シングル『光点』が全世界リリース。同日中にiTunesグローバルランキング2位に浮上し、数十カ国において売上ランキングトップを独占した。[17]
- 2023年6月、主演ドラマ『春を待ちわびて〜The sea in the dream〜』が放送。好視聴率を維持し続け、配信PF上でも同年初めて熱度30000を突破した。[18]翌年に「第34届中国電視劇飛天奨（中国語版）」の優秀作品に選出された。主演作が続けての選出となり、俳優としての確実な評価が話題となった。[19]
- 2023年7月、主演ドラマ『玉骨遥』が配信。初日に配信PF上での熱度が27000を超え、PF史上最も早い記録となった。[20]
- 2023年9月、主演ドラマ『氷に恋したサンシャイン-驕陽伴我-』が放送。初日の平均視聴率が過去５年間同日の中で最高記録となる盛り上がりを見せた。[21]

### 2024年〜：近年の活躍
- 2024年11月、1stアルバム『我们』がデジタルリリース。全曲無料配信された。[22]
- 2024年12月、1stアルバム『我们』のレコード版の予約が開始。前月に無料配信されたにも関わらず、発売後4分で5000万元の売上を記録し、フィジカルアルバム売上チャートで史上最も売れたアルバムとなった。[23]
- 2025年1月、主演映画『射鵰英雄传：侠之大者』が春節に公開。前売り興行収入が中国映画史上歴代5位となる3.3億元を突破。[24]6月時点での興行収入は6.8億元となり、中国内陸における武侠映画作品で歴代一位となった。[25]
- 2025年5月、主演ドラマ『藏海传』が放送。過去5年間放送の古装劇の中で最高視聴率を記録した。配信においても市場シェア40%を超える史上４作品目の作品となり、熱度は配信PF史上最高値に達した。累計視聴回数は7月時点で2025年公開ドラマの中で最多となる27億回再生を記録。[26]また、IMDbの世界人気ドラマTOP100にランクインした史上2作目の中国作品[27]となり、中国の伝統文化を表現した上で海外でも高く評価された大ヒット作であると連日主要メディアでの報道が続いている。[28][29]
- 2025年7月、X玖少年団が解散。[30]これによりデビュー時所属事務所との契約が全て終了した。
- 2025年7月現在、公開待機作は主演映画『得闲谨制』と主演ドラマ『谍报上不封顶』の2作でいずれも正午陽光影視制作。これまでのキャリアや実力が認められての起用が話題となり期待も高まっている。[31][32][33]

## 人物
- 教養以外の興味や趣味を育むようにという両親の教育方針により、幼少期から絵画やバイオリンを習う。[34]
- 重慶工商大学現代デザイン芸術学科卒業。在学中には学芸委員を務め、学生芸術団の声楽部部長を務めながら俳優としても活動し多く学内賞を受賞。さらに友人と共にデザインスタジオを起業、歌唱コンクールやデザインコンテストで受賞するなど学内外で活躍した。卒業後に同校の優秀卒業生に名を連ねている。[35]
- 自身の性格については「自分の意志を曲げない頑固な性格」「好きなものは好き、嫌いなものは嫌い、グレーゾーンはない」「物静かと思われることが多いが、実際は根っからの重慶人で気性は激しい」と話している。[36][37]

### 趣味・嗜好
- 好物はポテトチップスとパン。[38]茄子は「存在意義がわからない」と言うほど嫌いだが『これから先の恋』撮影時には実食シーンを見せた。
- 猫を飼っており名前は”坚果”。[39]動物が好きでvlogや作品BTSでは出会った動物と戯れたり拒否される様子が必ず映っている。
- 読書家として知られており、度々推薦図書を紹介している。
- 映画鑑賞が趣味で、仕事が忙しくなった後も休暇や撮影の合間をぬって多くの作品に触れているとのこと。[40]
- 歌手ステファニー・スンの大ファン。肖戦の微博アカウントは一般人時代から変わっていないため、アンチへの反論やコンサート開催を願うポストが発掘されており、熱心なファンとされる。2025年に念願のコンサートに参加し話題となった。[41]
- 夕焼けが好き、海が好き、雪が好き、夜の散歩が好き、と様々な自然や日常を愛していることがよく本人から伝えられている。
- 元々本職だった写真撮影やイラスト制作は趣味として続けており度々公開される。肖戦工作室作成のvlogは構成から制作まで本人が主導しており、クオリティも高く趣味としてのレベルを超えていると評される。クリエイターとしての個性を活かしてイベントでアート作品を作ることも多い。

### 俳優としての姿勢や周囲からの声
- 撮影時に積極的にアイデアを提案し、作品作りに積極的に関わる姿勢が有名で各作品の監督や関係者、主要メディアから度々賞賛される。[42]
- やってみたい役は”魅力的な悪役”。長年言い続けているが未だ実現していない。[43][44][45]
- 撮影中は監督のそばに座って他の俳優を観察したり、役への理解に熱心に取り組んでおり、共演してきた多くの監督達が「非常に勤勉である」と語っている。[46]
- 監督から完璧と言われても自らが納得できなければワンテイクを申し出たり、撮影オフ日でも気候に合わせて撮影を提案する姿はどの現場でも有名で、共演者や監督から非常にプロフェッショナルで熱心に作品作りに取り組む様が評されている。[47][48]
- 2021年に『男たちの勲章～栄光への旅立ち～』の撮影をキッカケに身体作りに取り組み始めてから筋力トレーニングが毎日の習慣となっている。『射鵰英雄传：侠之大者』撮影時には15kgも増量して撮影に臨んだ。[49]

### その他のエピソード
- 前歯がウサギの歯に似ていることから、デビュー時から兎キャラと扱われている。肖戦本人も似ていることを認めている。
- 坂と階段が多い重慶出身のため自転車に乗る習慣がなく長年乗れなかった。本人曰く「重慶で自転車に乗るのは自殺行為」とのこと。[50]2019年、短編広告映像『慢游旅行家』で自転車走行シーンを初披露。以降は作品や旅vlog内で楽しそうに自転車で駆ける姿を見せている。[51]
- 「自身の日常生活を最優先に」というのが常に呼びかけているファン活動の方針で、ファンが積極的にお金を使うことも拒否している。
- ファンネームである小飛侠（ピーターパンの意味）は肖戦本人が命名。俳優業が中心となってからはファンとの交流の場は減っているが、「公式の場で会おう」と常々発言しており、FWや代言イベントに集まったファンをvlogに載せたり、ファンらが作成したアート作品を取り上げたりと交流は続いている。

## 出演

### 映画
| 公開年 (中国) | 原題                 | 邦題 (日本公開日)                                       | 役名 ※主演は太字 | 備考                  | 出典          |
| 2018          | 捉妖记2              | モンスター・ハント 王の末裔 （2018年11月6日）           | 小妖             | カメオ出演            | [ 52 ] [ 53 ] |
| 2019          | 素人特工             | ザ・ルーキーズ （2020年01月10日）                       | 没脚的小風       | カメオ出演            | [ 54 ]        |
| 2019          | 诛仙１               | ジェイド・ダイナスティ 破壊王、降臨。 （2020年7月24日） | 張小凡           |                       | [ 55 ] [ 56 ] |
| 2025          | 射鵰英雄传：侠之大者 |                                                         | 郭靖             | 2025年1月29日中国公開 | [ 57 ] [ 58 ] |
| 待機中        | 得闲谨制             |                                                         |                  |                       | [ 59 ]        |

### ドラマ
| 公開年 (中国) | 原題             | 邦題 （日本初回放送期間/放送局）                                                    | 役名 ※主演は太字 | 放送局/配信PF ※未放送の場合は制作会社      | 備考                       | 出典          |
| 2016          | 超星星学园       |                                                                                     | 方天択           | テンセントビデオ                           |                            | [ 60 ]        |
| 2016          | 相爱2            | 月光のイタズラ〜時空(とき)を超えた恋 （2019年2月1日-/配信のみ）                     | 梁老板           | iQIYI、Youku、乐视、テンセントビデオ、PPTV | カメオ出演                 | [ 61 ]        |
| 2018          | 哦！我的皇帝陛下 | 華麗なる皇帝陛下（エンペラー） （2023年8月14日-/衛星劇場）                          | 北堂墨           | テンセントビデオ                           | シーズン1-2                | [ 62 ] [ 63 ] |
| 2018          | 斗破苍穹         | 蒼穹の剣 （2023年2月7日-/衛星劇場）                                                 | 林修崖           | 湖南テレビ、テンセントビデオ               |                            | [ 64 ] [ 65 ] |
| 2019          | 陈情令           | 陳情令 （2020年3月19日-/WOWOW）                                                     | 魏無羨 /莫玄羽   | テンセントビデオ                           |                            | [ 66 ] [ 67 ] |
| 2019          | 庆余年           | 慶余年〜麒麟児、現る〜 （2021年6月2日-/チャンネル銀河）                             | 言氷雲           | 浙江テレビ、テンセントビデオ、iQIYI        |                            | [ 68 ] [ 69 ] |
| 2020          | 最美逆行者       |                                                                                     | 蔡丁             | iQIYI、テンセントビデオ、Youku             | カメオ出演（第7話、第8話） | [ 70 ]        |
| 2020          | 狼殿下           | 狼殿下-Fate of Love- （2021年7月20日-/衛星劇場）                                    | 疾沖             | テンセントビデオ、iQIYI、Youku             |                            | [ 71 ] [ 72 ] |
| 2021          | 斗罗大陆         | 斗羅大陸～7つの光と武魂の謎～ （2021年11月4日-/衛星劇場）                           | 唐三             | テンセントビデオ、央视频                   |                            | [ 73 ] [ 74 ] |
| 2021          | 王牌部队         | 男たちの勲章～栄光への旅立ち～ エース軍団〜ACE TROOPS〜 （2022年7月13日-/衛星劇場） | 顧一野           | 江蘇テレビ、iQIYI                          |                            | [ 75 ] [ 76 ] |
| 2022          | 余生，请多指教   | これから先の恋 （2023年1月4日-/ホームドラマチャンネル）                             | 顧魏             | 湖南テレビ、テンセントビデオ               |                            | [ 77 ] [ 78 ] |
| 2023          | 梦中的那片海     | 春を待ちわびて〜The sea in the dream〜 （2024年6月-/衛星劇場）                      | 肖春生           | CCTV-8、テンセントビデオ                   | 表記揺れ『青春の思い出』   | [ 79 ] [ 80 ] |
| 2023          | 玉骨遥           | 玉骨遥 （2024年1月4日-/WOWOW）                                                      | 時影             | テンセントビデオ、Netflix                  |                            | [ 81 ] [ 82 ] |
| 2023          | 骄阳伴我         | サンシャイン、私のそばに 氷に恋したサンシャイン-驕陽伴我- （2024年10月-/衛星劇場）  | 盛陽             | CCTV-8、iQIYI                              |                            | [ 83 ]        |
| 2025          | 藏海传           |                                                                                     | 蔵海             | CCTV-8、Youku                              | 2025年5月18日放送開始      | [ 84 ]        |
| 待機中        | 谍报上不封顶     |                                                                                     | 任少白           | 正午陽光、Youku                            |                            | [ 85 ]        |

### 舞台
| 公開年    | 題名     | 役名 ※主演は太字 | 備考 | 出典   |
| 2021–2023 | 如梦之梦 | 五号病人         |      | [ 86 ] |

### 短編映画
| 公開年 | 題名               | 役名 ※主演は太字 | 備考                     | 出典   |
| 2015   | 十八岁             | 肖戦             |                          |        |
| 2015   | 失恋点唱机         | 元彼             |                          |        |
| 2015   | 少年自救防火墙     |                  | 公共福祉短編映画         |        |
| 2016   | 骑士精神           | 風の戦士         |                          |        |
| 2016   | 夜空中最亮的星     |                  |                          |        |
| 2019   | 慢游旅行家         |                  | 広告（HOTELINDIGO）      | [ 87 ] |
| 2019   | 口红微电影         |                  | 広告（エスティローダー） | [ 88 ] |
| 2019   | 家规               | 息子             | 新浪主催「最美表演」     | [ 89 ] |
| 2019   | 新笑傲江湖         | 令狐沖           | モバイルゲームの広告作品 | [ 90 ] |
| 2020   | 买耳朵             | 配達員           | 新浪主催「最美表演」     | [ 91 ] |
| 2022   | 后背               |                  | 広告（京东电器）         |        |
| 2022   | 一万杯如初见       |                  | 広告動画（隅田川珈琲）   |        |
| 2022   | 《都在酒里》盛名篇 |                  | 広告（青島ビール）       |        |

### バラエティ番組
| 年        | 原題             | 邦題 (日本初回放送期間/放送局)                                 | 配信PF           | 備考                                        | 出典   |
| 2015-2016 | 燃烧吧少年       |                                                                | 浙江衛視         | キャスト                                    | [ 92 ] |
| 2017      | 天天向上         |                                                                | 湖南テレビ       | ゲスト                                      |        |
| 2017      | 快乐大本营       | ハッピーキャンプ                                               | 湖南テレビ       |                                             |        |
| 2018      | 创造101          | 創造101                                                        | テンセントビデオ | ゲストパフォーマー                          |        |
| 2018      | 快乐大本营       | ハッピーキャンプ                                               | 湖南テレビ       | ゲスト                                      |        |
| 2019      | 天天向上         |                                                                | 湖南テレビ       |                                             |        |
| 2019      | 快乐大本营       | ハッピーキャンプ                                               | 湖南テレビ       |                                             |        |
| 2019      | 爱思不si         |                                                                | 酷燃ビデオ       |                                             | [ 93 ] |
| 2019      | 我们的歌         |                                                                | ドラゴンTV       | キャスト                                    | [ 94 ] |
| 2019      | 明星大侦探第五季 |                                                                | Mango TV         | キャスト                                    |        |
| 2020      | 演员请就位2      |                                                                | テンセントビデオ |                                             |        |
| 2020      | 甜蜜的任务 2020  |                                                                | Mango TV         |                                             |        |
| 2021      | 奇妙之城         | 奇妙之城～ようこそ ぼくらの町へ〜 （2022年11月30日-/衛星劇場） | Youku            | キャスト兼ナレーター（第２話）              | [ 95 ] |
| 2021      | 冬梦之约         |                                                                | 北京電視台       | キャスト 北京冬季オリンピック組織委員会後援 |        |

### ステージ
| 日付       | 題名                               | （参考）日本語タイトル                               | 放送局           | 演目                                                                 |
| 2015/12/31 | “奔跑吧2016”跨年演唱会             | 江蘇衛視年越コンサート2016                           | 浙江衛視         | 演唱『冻结』『be a man』                                             |
| 2016/11/06 | 首届粉丝嘉年华年度盛典             | 第1回ファンカーニバル式典                            | 配信             | 演唱『以己之名』                                                     |
| 2016/12/10 | 星光大赏                           | 星光大賞                                             | テンセントビデオ | パフォーマンス『B.O.Y.S』                                            |
| 2016/12/31 | “17聚幸福”跨年演唱会               | 江蘇衛視年越コンサート2017                           | 浙江衛視         | パフォーマンス『B.O.Y.S』                                            |
| 2017/4/2   | “以己之名”上海演唱会               | “以己之名”コンサート（上海）                         |                  | パフォーマンス『以己之名』、他                                       |
| 2017/07/19 | 2017亚洲金曲大赏                   | 2017ASIAN MUSIC GALA                                 | テンセントビデオ | パフォーマンス『永字八法』                                           |
| 2017/09/23 | 明日之子                           | 明日之子                                             | テンセントビデオ | パフォーマンス『We want what we want』                               |
| 2017/12/03 | 星光大赏                           | 星光大賞                                             | テンセントビデオ | パフォーマンス『We want what we want』                               |
| 2017/12/31 | ”2018让幸福照亮你“跨年演唱会       | 江蘇衛視年越コンサート2018                           | 浙江衛視         | パフォーマンス『乱世巨星』『We want what we want』                   |
| 2018/01/13 | 烎·2018潮音发布夜                  | 2018潮音リリースナイト                               | テンセントビデオ | パフォーマンス『We want what we want』                               |
| 2018/02/15 | 春晚倒计时                         | 春祭りガラ                                           | CCTV-3           | 演唱『新年快乐』                                                     |
| 2018/02/17 | 体育嘉年华                         | スポーツカーニバル                                   | ドラゴンTV       | 演唱『我要上奥运』                                                   |
| 2018/10/4  | “Keep Online”演唱会                | “Keep Online”コンサート（杭州）                      |                  | 演唱『満足』、他                                                     |
| 2018/12/1  | “Keep Online”演唱会                | “Keep Online”コンサート（深圳）                      |                  | 演唱『満足』、他                                                     |
| 2019/10/04 | 国庆特别节目"我爱你中国"           | 国慶節特別番組"我爱你中国"                           | CCTV-15          | 演唱『我的中国心』                                                   |
| 2019/10/19 | 浙江卫视秋季盛典                   | 浙江衛視秋季盛典                                     | 浙江衛視         | 演唱『你是此生最美的风景』                                           |
| 2019/11/1  | 陈情令国风音乐演唱会               | 陳情令国風コンサート（南京）                         |                  | 演唱『曲尽陈情』『无羁』、他                                         |
| 2019/11/2  | 陈情令国风音乐演唱会               | 陳情令国風コンサート（南京）                         |                  | 演唱『曲尽陈情』『无羁』、他                                         |
| 2019/11/10 | 湖南卫视嗨爆夜                     | 湖南衛視 嗨爆夜                                      | 湖南テレビ       | 演唱『尚好的青春』                                                   |
| 2019/11/16 | 芭莎慈善夜                         | BAZAAR Stars' Charity Night                          | 浙江衛視         | 演唱『満足』                                                         |
| 2019/12/27 | “心连心”艺术团赴福建龙岩慰问演出   | 福建省慰問公演“心連心”                               | CCTV-3           | 演唱『我们都是追梦人』                                               |
| 2019/12/28 | 腾讯视频星光大赏                   | 星光大賞                                             | テンセントビデオ | 演唱『余年』                                                         |
| 2019/12/31 | “梦圆东方”跨年演唱会               | ドラゴンTV年越コンサート                             | ドラゴンTV       | 演唱『我们都是追梦人』『跟着感觉走』『余年』『神奇』                 |
| 2020/01/18 | 阅文原创文学风云盛典               | 中国文学原文学フェスティバル                         | ドラゴンTV       | 演唱『余年』                                                         |
| 2020/01/24 | 中央广播电视总台春节联欢晚会       | CCTV春節祝賀行事                                     | CCTV-1           | 寸劇『喜欢你，喜欢我』                                               |
| 2020/01/25 | 北京电视台春节联欢晚会             | 北京TV春晩                                           | 北京電視台       | 演唱『沧海一声笑』『壮志在我胸』                                     |
| 2020/01/26 | 经典咏流传                         | Everlasting Classics                                 | CCTV-1           | 演唱『千年一声唱』『竹石』                                           |
| 2020/01/27 | 我们的歌之贺岁金曲歌会             | 我们的歌〜新春コンサート〜                           | ドラゴンTV       | 演唱『阳光下的星星』                                                 |
| 2020/01/28 | 我们的歌之贺岁金曲歌会             | 我们的歌〜新春コンサート〜                           | ドラゴンTV       | 演唱『恼人的秋风』                                                   |
| 2020/02/08 | 东方卫视元宵节特别节目             | ドラゴンTV元宵晩会                                   | ドラゴンTV       | 朗読『因为有信念』                                                   |
| 2020/05/09 | 北京卫视"国际护士节"特别节目       | ドラゴンTV"国際看護デー"特別番組                     | ドラゴンTV       | 演唱『竹石』                                                         |
| 2020/10/25 | 重阳节特别节目"岁岁又重阳"         | 双九祭特別番組                                       | CCTV-3           | 演唱『夜空中最亮的星』                                               |
| 2020/12/5  | 演员请就位第二季                   | 俳優交代第二シーズン                                 | テンセントビデオ | 演唱『用尽我的一切奔向你』                                           |
| 2020/12/20 | 星光大赏                           | 星光大賞                                             | テンセントビデオ | 演唱『余生请多指教』『最幸运的幸运』                                 |
| 2020/12/31 | “梦圆东方”跨年演唱会               | ドラゴンTV年越コンサート                             | ドラゴンTV       | 演唱『别再问我什么是迪斯科』『相爱后动物感伤』『野子』『明天会更好』 |
| 2021/1/15  | 爱奇艺尖叫之夜                     | iQIYI Scream Night                                   | iQIYI            | 演唱『余年』                                                         |
| 2021/2/12  | 北京电视台春节联欢晚会             | 北京TV春晩                                           | 北京電視台       | 演唱『给所有知道我名字的人』『相约北京』                             |
| 2021/2/12  | 东方卫视春节联欢晚会               | ドラゴンTV春晩                                       | ドラゴンTV       | 演唱『异乡人』『用尽我的一切奔向你』                                 |
| 2021/2/28  | 2020微博之夜                       | 2020微博之夜                                         | 各局             | 朗読『爱的接力』                                                     |
| 2021/3/5   | 冬梦之约                           | 冬夢之約                                             | 北京電視台       | 演唱『冬梦』『Something Just Like This』                             |
| 2021/5/31  | 618沸腾之夜                        | 618沸腾之夜                                          | 北京電視台       | 演唱『让我留在你身边』『竹石』                                       |
| 2021/10/16 | 第六届成龙国际动作电影周           | 第6回ジャッキー・チェン国際アクション映画週間        | 各局             | パフォーマンス『中华力量』                                           |
| 2022/2/2   | 2022年中国网络视听年度盛典         | 2022年中国网络视听年度盛典                           | 各局             | 演唱『我和我的祖国』『只道是寻常』『中国梦·我的梦』                  |
| 2023/6/29  | “湾区升明月”2023大湾区电影音乐晚会 | “湾区升明月”2023グレーターベイエリア映画と音楽の祭典 | CCTV-6           | 演唱『潇洒走一回』                                                   |
| 2024/2/3   | 2024中国网络视听年度盛典           | 2024中国网络视听年度盛典                             | 各局             | 第1章"同梦·不负韶华"ナレーター、演唱『同路人』                       |
| 2024/2/10  | 2024北京电视台春节联欢晚会         | 2024北京TV春晩                                       | 北京電視台       | 演唱『如愿』                                                         |
| 2024/9/20  | 北京文化论坛文艺晚会               | 北京文化フォーラム文芸パーティ                       | 北京電視台       | 演唱『月亮代表我的心』                                               |
| 2024/9/22  | “湾区升明月”2024大湾区电影音乐晚会 | “湾区升明月”2024グレーターベイエリア映画と音楽の祭典 | CCTV-6           | 演唱『天地龙鳞』『这世界那么多人』『往事随风』                       |
| 2025/1/24  | 2025中国网络视听年度盛典           | 2025中国网络视听年度盛典                             | 各局             | 第4章"和合之家"ナレーション                                          |
| 2025/1/29  | 2025北京电视台春节联欢晚会         | 2025北京TV春晩                                       | 北京電視台       | 演唱『灯塔』                                                         |

## ディスコグラフィー
肖戦個人名義の楽曲のみ記載。X玖少年团名義の楽曲については、X NINE のディスコグラフィーを参照。

### シングル（タイアップ含）
| 年   | 楽曲名 ※個人シングルは太字 | タイアップ                                          | 備考 | 出典                  |
| 2018 | 踩影子                     | ドラマ『華麗なる皇帝陛下』挿入歌                    | | [ 96 ]                |
| 2018 | 斗破苍穹                   | ドラマ『蒼穹の剣』ED                                | | [ 97 ]                |
| 2018 | 満足                       |                                                     | 個人名義ファーストシングル | [ 98 ]                |
| 2019 | 无羁                       | ドラマ『陳情令』ED                                  | | [ 99 ]                |
| 2019 | 曲尽陈情                   | ドラマ『陳情令』魏無羨キャラクターソング            | | [ 99 ]                |
| 2019 | 问少年                     | 映画『ジェイド・ダイナスティ 破壊王、降臨。』主題歌 | | [ 100 ]               |
| 2019 | 我和我的祖国               |                                                     | 中華人民共和国建国70周年プロジェクト | [ 101 ]               |
| 2019 | 我的中国心                 |                                                     | | [ 102 ]               |
| 2019 | 最好的夏天                 |                                                     | | [ 103 ]               |
| 2019 | 两只老虎                   | 映画『两只老虎』プロモーションソング                | | [ 104 ]               |
| 2019 | 余年                       | ドラマ『慶余年〜麒麟児、現る〜』ED                  | | [ 105 ]               |
| 2019 | 沧海一声笑                 | 映画『笑傲江湖』テーマソング                        | | [ 106 ]               |
| 2020 | 千年一声唱                 | 番組『经典咏流传第三季』主題歌                      | | [ 107 ]               |
| 2020 | 竹石                       | 番組『经典咏流传第三季』挿入歌                      | | [ 108 ]               |
| 2020 | 坚信爱会赢                 |                                                     | 新型コロナウイルス感染症対策チャリティー曲 | [ 109 ]               |
| 2020 | 岁岁平安                   |                                                     | | [ 110 ]               |
| 2020 | 红梅赞                     | 中国青年報制作「美丽中国」参加曲                    | | [ 111 ]               |
| 2020 | 光点                       |                                                     | ・ギネス記録樹立《最速で売れた楽曲》（リリースから24時間での売上枚数：2,548万枚、2023.1時点） ・ギネス記録樹立《最も売れたデジタルシングル》（総売上枚数：5,431万枚、2023.1時点） ・別題『Spotlight』『Made To Love』 | [ 112 ] [ 11 ] [ 12 ] |
| 2020 | 我们都是追梦人             | 番組『2019CCTV春節祝賀行事』主題歌                  | | [ 113 ]               |
| 2020 | 最幸运的幸运               | ドラマ『これから先の恋』ED                          | | [ 114 ]               |
| 2020 | 余生，请多指教             | ドラマ『これから先の恋』主題歌                      | | [ 115 ]               |
| 2021 | 策马正少年                 | ドラマ『斗羅大陸～7つの光と武魂の謎～』主題歌       | | [ 116 ]               |
| 2021 | 我们都将奔赴美好未来       | 第19回杭州アジア競技大会キャンペーンソング          | |                       |
| 2021 | 我们曾经在一起             | ドラマ『男たちの勲章～栄光への旅立ち～』ED          | | [ 117 ]               |
| 2021 | 冬梦                       | 2022 年北京冬季オリンピックキャンペーンソング       | | [ 118 ]               |
| 2022 | 中国梦·我的梦              | 番組『2022中国网络视听盛典』主題歌                  | | [ 119 ]               |
| 2023 | 同路人                     | 中国新聞社《一帯一路》構想10周年記念ソング          | | [ 120 ]               |

### アルバム
| 年   | アルバム名       | 収録曲 | 備考             | 出典 |
| 2024 | 我们             | \| # \| タイトル \| 作詞 \| 作曲 \| 時間 \| \| --- \| ---------------- \| --------------- \| ---------- \| ---- \| \| 1. \| 「Intro」 \| \| \| 1:40 \| \| 2. \| 「我们」 \| 郑楠(SBMS)/肖战 \| 郑楠(SBMS) \| 4:19 \| \| 3. \| 「都一样」 \| 张鹏鹏 \| 郑楠(SBMS) \| 4:35 \| \| 4. \| 「还原」 \| 何佳乐 \| 何佳乐 \| 3:24 \| \| 5. \| 「荧」 \| 何佳乐 \| 何佳乐 \| 3:30 \| \| 6. \| 「漂流」 \| 郑楠(SBMS)/肖战 \| 郑楠(SBMS) \| 5:22 \| \| 7. \| 「灯塔」 \| 唐汉霄 \| 唐汉霄 \| 4:27 \| \| 8. \| 「夜行人的自白」 \| 何佳乐 \| 何佳乐 \| 3:41 \| \| 9. \| 「归雾」 \| 何佳乐 \| 何佳乐 \| 3:57 \| \| 10. \| 「不要回头」 \| 肖战/何佳乐 \| 何佳乐 \| 3:18 \| \| 11. \| 「晚安」 \| 郑楠(SBMS) \| 郑楠(SBMS) \| 4:28 \| \| 12. \| 「Outro」 \| \| \| 0:47 \| | 初のソロアルバム |      |
| #    | タイトル         | 作詞 | 作曲             | 時間 |
| 1.   | 「Intro」        | |                  | 1:40 |
| 2.   | 「我们」         | 郑楠(SBMS)/肖战 | 郑楠(SBMS)       | 4:19 |
| 3.   | 「都一样」       | 张鹏鹏 | 郑楠(SBMS)       | 4:35 |
| 4.   | 「还原」         | 何佳乐 | 何佳乐           | 3:24 |
| 5.   | 「荧」           | 何佳乐 | 何佳乐           | 3:30 |
| 6.   | 「漂流」         | 郑楠(SBMS)/肖战 | 郑楠(SBMS)       | 5:22 |
| 7.   | 「灯塔」         | 唐汉霄 | 唐汉霄           | 4:27 |
| 8.   | 「夜行人的自白」 | 何佳乐 | 何佳乐           | 3:41 |
| 9.   | 「归雾」         | 何佳乐 | 何佳乐           | 3:57 |
| 10.  | 「不要回头」     | 肖战/何佳乐 | 何佳乐           | 3:18 |
| 11.  | 「晚安」         | 郑楠(SBMS) | 郑楠(SBMS)       | 4:28 |
| 12.  | 「Outro」        | |                  | 0:47 |

## 広告モデル
現在契約中の企業は#起用企業一覧を参照

### 企業とのコラボレーション活動
2018年にHERAのブランドイメージキャラクターとAHCのブランドアンバサダーに抜擢されると、
その後多くの企業やブランドの広告モデルに起用され、その範囲は飲料や洗剤などからジュエリーなど多岐に渡り、そのほとんどがこれまでの販売記録を更新している。
これまでにGUCCI、TOD'S、ZENITH、Boucheron（ブシュロン）、Ralph Lauren Fragrancesに続き、YSL Beauty、NARS cosmetics、EVE LOMなどのビューティーブランドや高級自動車メーカーのSAIC Audiとも契約し、「キング・オブ・ラグジュアリー」と呼ばれ、国内外の有名ブランドで大きな利益を上げている。
2023年には、肖戦はGUCCIのシンボル的なホースビット1953 ローファーのために捧げられた新しい広告キャンペーンにおいて前面に立つ1人に選ばれた。
2024年4月、GUCCIとのコラボレーション5周年を記念して「GUCCIホースビット1955」のグローバル広告キャンペーンを展開した。
2025年7月2日現在、24ブランドと契約し、その半数を超える19ブランドで世界的に広告宣伝を展開するグローバルブランドアンバサダーを務めている。

### 商業的な影響力
2019年
- エスティローダーフレグランス・ビューティーラインのイメージキャラクターに起用された際には、前年の「双11（シングル・デー）」の記録を上回り、2019年の「双11」と「ブラックフライデー」で最も人気のある中国ブランドリストのトップとなった。[128][129]

2022年
- 中国エンターテイメント業界でトップクラスの注目を集める有名人としてSAIC Audiに起用され、1ヶ月で月間総売上高が2億元を超えた。[130]
- NARS cosmeticsではイメージキャラクター就任初日に旗艦店で8000万元近くに上る売上を記録し、取引成長率が20741.14%増加した。それは他ブランドの四半期売上を1日で上回るものだった。[131]
- ペプシコーラのブランドアンバサダー就任が発表されると、4月に売上が1億元を突破し、工場創設以来はじめて単月の売上が競合製品であるコカ・コーラを上回るという歴史的な記録を打ち立てた。4、5月は販売量・販売額ともにコカ・コーラを上回り、6月の販売量は1000万箱を突破した。[132]
- L'OREAL PROのイメージキャラクターとして宣言されると、24時間で4,000万元を超えた。[133]
- YSLBeautyのイメージキャラクターとして発表され、旗艦店はひとつのプラットフォームで7,200万元以上を売り上げ、サイトには160万人以上の訪問者を引き寄せた。[134]

2023年
- Launchmetrics（ローンチメトリックス）によると、ミラノ・コレクション(2023AW)中にTOD'Sブランドの公式の顔である肖戦は多くのメディアに取り上げられ、それは1,980万ドルに値した。[135]
- ミラノ・コレクション(2023AW)中に彼がインスタグラムのアカウントを開設すると、すぐさま463,000人以上がフォローした。肖戦ひとりでもWeiboの投稿だけで930万ドルを超えるメディア価値の獲得を達成した。[136]
- 9月21日に肖戦がWeiboで「GUCCI ANCORA」の視聴を勧めた投稿は、その時のミラノ・コレクションに実際参加していないにもかかわらず、いいねやコメント、リポストを含む合計1,000万件の関与を得た。獲得したメディア価値は377万ドルに相当した。[137]
- 21財経のデータによると、2023年度のTOD'S純利益が前年同期比116.9%増の5002万ユーロとなり倍増し、売上高は中華圏で堅調に2桁成長を記録したことが国内外で大きく注目された。[138]

2024年
- ミラノ・コレクション(2024AW)に参加した際には、中国本土を除いた計334もの海外の報道機関や関係者が様々なメディアを通じて466本もの記事を掲載するなど世界中で大きく話題となった。肖戦の国際的な影響力と注目度の高さやファッション業界における揺るぎ無い地位が示された。[139]

### 起用企業一覧
※契約終了済はグレー表示
| 年   | ブランド名                     | 広告内容                           | 肩書                                             | 期間                 |
| 2018 | HERA                           | 化粧品                             | ブランドアンバサダー（品牌代言人）               | 2018/8/10－終了      |
| 2018 | AHC                            | スキンケア                         | ブランドアンバサダー（品牌代言人）               | 2018/9/7－終了       |
| 2019 | Lays                           | ポテトチップス                     | アンバサダー（品牌大使）                         | 2019/3/4－終了       |
| 2019 | OLAY                           | スキンケア                         | アンバサダー（品牌大使）                         | 2019/5/26－終了      |
| 2019 | マクビティ                     | ビスケット                         | アンバサダー（品牌大使）                         | 2019/6/14－終了      |
| 2019 | Qeelin                         | ファインジュエリーブランド         | ブランドフレンド                                 | 2019/6/17－終了      |
| 2019 | BRAUN                          | 電動シェーバー                     | アンバサダー（品牌大使）                         | 2019/7/19－終了      |
| 2019 | ヴィダルサスーン               | ヘアケア                           | アンバサダー（品牌大使）                         | 2019/8/8－終了       |
| 2019 | Crest                          | 歯磨き粉                           | アンバサダー（品牌大使）                         | 2019/8/11－終了      |
| 2019 | OLAY（ボディケア）             | ボディケア                         | ブランドアンバサダー（品牌代言人）               | 2019/8/16－2020/3    |
| 2019 | Tide                           | 洗剤                               | アンバサダー（品牌大使）                         | 2019/8/28－終了      |
| 2019 | 小鹿茶                         | テイクアウトドリンク               | ブランドアンバサダー（品牌代言人）               | 2019/9/3－2020/12    |
| 2019 | ツヴィリング・J.A.・ヘンケルス | キッチン用品                       | アンバサダー（品牌大使）                         | 2019/9/17－終了      |
| 2019 | 真果粒                         | 飲料                               | ブランドアンバサダー（品牌代言人）               | 2019/9/20－2021/9    |
| 2019 | ONE PIECE                      | アニメ映画、アニメスタート20周年   | プロモーションアンバサダー                       | 2019/10/15－終了     |
| 2019 | エスティローダー               | 化粧品                             | ブランドアンバサダー（品牌代言人）               | 2019/10/20－2021/8   |
| 2019 | バドワイザー                   | アルコール飲料                     | ブランドアンバサダー（品牌代言人）               | 2019/11/4－2022/2頃  |
| 2019 | 新笑傲江湖手游                 | ゲームアプリ                       | ブランドアンバサダー（品牌代言人）               | 2019/12/9－終了      |
| 2019 | PIAGET                         | ラグジュアリーウォッチ＆ジュエリー | ブランドフレンド                                 | 2019/12/12－終了     |
| 2019 | Oppo                           | 携帯電話                           | スターファミリー（明星家族）                     | 2019/12/16－終了     |
| 2019 | RoseOnly                       | プリザーブドフラワー等             | ブランドアンバサダー（品牌代言人）               | 2019/12/18－2021/12  |
| 2020 | 开小灶                         | レトルト食品                       | ブランドアンバサダー（品牌代言人）               | 2020/1/5－           |
| 2020 | バドワイザーME3                | アルコール飲料                     | ブランドアンバサダー（品牌代言人）               | 2020/11/4－終了      |
| 2021 | 蒙牛乳業                       | 牛乳                               | ブランドアンバサダー（品牌代言人）               | 2021/1/20－終了      |
| 2021 | テンセントビデオ               | 配信サイト                         | ブランドアンバサダー（品牌代言人）               | 2021/2/6－2021/12    |
| 2021 | MOLSION陌森眼镜                | メガネ                             | グローバルブランドアンバサダー（全球品牌代言人） | 2021/3/5－           |
| 2021 | 李寧                           | スポーツカジュアルウェア           | グローバルブランドアンバサダー（全球品牌代言人） | 2021/3/26－          |
| 2021 | Roborock                       | 家電製品                           | グローバルブランドアンバサダー                   | 2021/3/29－2024/4/20 |
| 2021 | 满汉大餐                       | インスタント食品                   | ブランドアンバサダー（品牌代言人）               | 2021/4/6－2022/7     |
| 2021 | 欧扎克OCAK                     | シリアル                           | ブランドアンバサダー（品牌代言人）               | 2021/4/9－2023/3     |
| 2021 | 蒂兰圣雪                       | アイスクリーム                     | ブランドアンバサダー（品牌代言人）               | 2021/4/12－2022/3    |
| 2021 | TOD'S                          | ラグジュアリーファッション         | グローバルブランドアンバサダー                   | 2021/5/19－          |
| 2021 | ツヴィリング・J.A.・ヘンケルス | キッチン用品                       | ブランドアンバサダー（品牌代言人）               | 2021/5/25－2023/5    |
| 2021 | breo倍轻松                     | マッサージ器等                     | グローバルブランドアンバサダー                   | 2021/5/31－2023/5    |
| 2021 | usmile                         | 電動歯ブラシ                       | グローバルブランドアンバサダー                   | 2021/6/3－2022/5     |
| 2021 | bubly微笑趣泡                  | 炭酸飲料                           | ブランドアンバサダー（品牌代言人）               | 2021/6/6－2023/6     |
| 2021 | 隅田川咖啡                     | コーヒー                           | グローバルブランドアンバサダー                   | 2021/6/22－2023/6    |
| 2021 | ZENITH                         | ラグジュアリーウォッチ             | ブランドアンバサダー（品牌代言人）               | 2021/7/12－2024/7/11 |
| 2021 | WeTV                           | 配信サイト（腾讯视频国際版）       | グローバルブランドアンバサダー                   | 2021/7/29－終了      |
| 2021 | 京东电器                       | ECサイト                           | ブランドアンバサダー（品牌代言人）               | 2021/8/9－2023/8     |
| 2021 | 梦洁（メンデール）             | 寝具                               | ブランドアンバサダー（品牌代言人）               | 2021/8/20－2023/8    |
| 2021 | 怡达                           | 山楂食品                           | グローバルブランドアンバサダー                   | 2021/9/27－2023/9    |
| 2021 | 滴露                           | 消毒液                             | ブランドアンバサダー（品牌代言人）               | 2021/10/9－2023/10   |
| 2021 | 益达（エクストラガム）         | ガム                               | ブランドアンバサダー（品牌代言人）               | 2021/10/11－2022/9   |
| 2021 | GUCCI                          | ラグジュアリーファッション         | グローバルブランドアンバサダー                   | 2021/10/22           |
| 2021 | 九阳（Joyoung）                | キッチン用品                       | ブランドアンバサダー（品牌代言人）               | 2021/10/29－2023/10  |
| 2021 | 波司登                         | ダウンジャケット                   | ブランドアンバサダー（品牌代言人）               | 2021/11/6－2022/9    |
| 2021 | 六神                           | 虫除けスプレー、ボディシャンプー等 | ブランドアンバサダー（品牌代言人）               | 2021/11/30－         |
| 2021 | Ralph Lauren Fragrances        | フレグランス                       | グローバルブランドアンバサダー                   | 2021/12/6－          |
| 2021 | 溜溜梅                         | 梅お菓子                           | グローバルブランドアンバサダー                   | 2021/12/22－2023/12  |
| 2022 | SAIC Audi                      | 高級自動車                         | ブランドアンバサダー（品牌代言人）               | 2022/1/1－2023/1     |
| 2022 | Dove                           | チョコレート                       | ブランドアンバサダー（品牌代言人）               | 2022/1/6－終了       |
| 2022 | NARS cosmetics                 | 化粧品                             | グローバルブランドアンバサダー                   | 2022/2/20－          |
| 2022 | ペプシコーラ                   | 炭酸飲料                           | ブランドアンバサダー（品牌代言人）               | 2022/4/2－終了       |
| 2022 | L'OREAL PRO                    | ヘアケア商品                       | グローバルブランドアンバサダー                   | 2022/5/6－           |
| 2022 | DARLIE                         | 口腔ケア                           | ブランドアンバサダー（品牌代言人）               | 2022/5/24－2023/4    |
| 2022 | 新养道                         | 0乳糖飲料                          | ブランドアンバサダー（品牌代言人）               | 2022/6/1－終了       |
| 2022 | 青島ビール                     | ビール                             | ブランドアンバサダー（品牌代言人）               | 2022/6/16－          |
| 2022 | YSL Beauty                     | スキンケア                         | グローバルブランドアンバサダー                   | 2022/7/16－          |
| 2022 | アネッサ                       | UV カット製品                      | ブランドアンバサダー（品牌代言人）               | 2022/9/13－終了      |
| 2022 | 心相印                         | ティッシュ等家庭用紙製品           | グローバルブランドアンバサダー                   | 2022/9/20－          |
| 2022 | RIO                            | アルコール飲料                     | グローバルブランドアンバサダー                   | 2022/9/27 - 終了     |
| 2022 | MaisonMargiela                 | フレグランススキンケア             | ブランドアンバサダー（品牌代言人）               | 2022/10/26－2023/10  |
| 2023 | オレオ                         | クッキー                           | ブランドアンバサダー（品牌代言人）               | 2023/3/23－2024/3    |
| 2023 | ウェッジウッド                 | 食器                               | グローバルブランドアンバサダー                   | 2023/5/29－終了      |
| 2023 | CHALI                          | お茶                               | ブランドアンバサダー（品牌代言人）               | 2023/6/6－終了       |
| 2023 | 蒙牛精選牧場                   | 牛乳                               | ブランドアンバサダー（品牌代言人）               | 2023/6/21－          |
| 2023 | EVE LOM                        | スキンケア（クレンジング）         | グローバルブランドアンバサダー（全球品牌代言人） | 2023/9/6－           |
| 2023 | Boucheron（ブシュロン）        | ハイジュエリー                     | グローバルブランドアンバサダー                   | 2023/11/7－          |
| 2024 | 元気森林 CHI FOREST            | 炭酸飲料                           | ブランドアンバサダー（品牌代言人）               | 2024/3/16－          |
| 2024 | 猫人MIIOW                      | ホームウェア                       | グローバルブランドアンバサダー                   | 2024/3/30－          |
| 2024 | ANGEL GROUP                    | 浄水器、ウォーターサーバー等       | グローバルブランドアンバサダー                   | 2024/4/17－          |
| 2024 | 舒客Saky                       | オーラルケア                       | グローバルブランドアンバサダー                   | 2024/5/10－          |
| 2024 | if溢福                         | 飲料                               | グローバルブランドアンバサダー                   | 2024/6/11－          |
| 2025 | フィリップス                   | 電動歯ブラシ                       | グローバルブランドアンバサダー                   | 2025/3/20-           |
| 2025 | 羽西                           | 日焼け止めクリーム                 | グローバルブランドアンバサダー                   | 2025/4/11-           |
| 2025 | HONOR                          | スマートフォン                     | グローバルブランドアンバサダー                   | 2025/5/16-           |
| 2025 | Lamett                         | 高級フローリング材                 | グローバルブランドアンバサダー                   | 2025/7/2-            |

## 受賞歴
主演作の受賞歴は各作品ページを参照

### 主要な受賞
| 年   | 賞名                                                            | (参考)日本語タイトル                                                         | 関連作品                                                   | 結果       | 出典            |
| 2016 | 第十六届音乐风云榜最受欢迎新偶像                                | 第16回ヒットC-POPチャート"最も人気のある新人アイドル"                        |                                                            | ノミネート | [ 140 ]         |
| 2016 | 腾讯视频星光大赏年度新锐电视剧男演员奖                          | テンセント星光大賞"新人TVドラマ俳優賞"                                       | 「超星星学園」                                             | ノミネート | [ 141 ]         |
| 2018 | COSMO时尚美丽盛典年度青春美丽偶像奖                             | COSMO时尚盛典"今年最も美しい若手アイドル賞"                                  |                                                            | 受賞       | [ 142 ]         |
| 2018 | 腾讯视频星光盛典DOKI年度人气王                                  | テンセント星光盛典"DOKI年間人気王"                                           |                                                            | 受賞       | [ 143 ]         |
| 2019 | 2019慈善名人盛典"星慈善·乐活能量"奖                             | 2019年チャリティスター授賞式"チャリティスター・ロハスエナジー賞"             |                                                            | 受賞       | [ 144 ]         |
| 2019 | QQ音乐MV巅峰榜一千万认证                                        | QQミュージックMVトップリスト"1000万認定"                                     | 「曲尽陳情」                                               | 受賞       | [ 145 ]         |
| 2019 | 第六届"中国电视好演员"网剧男演员                                | 第6回優れた中国俳優"オンラインドラマ主演男優賞"                              | 「陳情令」                                                 | ノミネート | [ 146 ]         |
| 2019 | 第三届中国银川互联网电影节网络剧单元最佳男演员奖                | 第3回中国銀川インターネット映画祭"オンラインドラマ部門最優秀主演男優賞"      | 「陳情令」                                                 | 受賞       | [ 147 ]         |
| 2019 | 沙发 电影节 秋季人气偶像                                        | ソファー映画祭"秋の人気アイドル"                                             | 「陳情令」                                                 | 受賞       | [ 148 ]         |
| 2019 | 金塔奖大学生喜爱电视剧最佳男演员奖                              | 金塔賞"最優秀俳優"                                                           | 「陳情令」                                                 | 受賞       | [ 149 ]         |
| 2019 | 第26届华鼎奖中国百强电视剧最佳新锐演员奖                        | 第26回華頂賞中国トップ100テレビドラマ部門"最優秀新人賞"                      | 「陳情令」                                                 | 受賞       | [ 150 ]         |
| 2019 | 第四届金骨朵网络影视盛典年度男演员                              | 第4回金骨朵オンライン映画テレビフェスティバル"最優秀俳優賞"                  | 「陳情令」                                                 | ノミネート | [ 151 ]         |
| 2019 | 2019微博电视剧大赏"年度人气剧集"                                | 2019微博テレビドラマ大賞"最も人気のある作品"                                 | 「陳情令」                                                 | 受賞       | [ 152 ]         |
| 2019 | 2019微博电视剧大赏"年度人气角色"                                | 2019微博テレビドラマ大賞"最も人気のあるキャラクター"                         | 「陳情令」魏無羨                                           | 受賞       | [ 153 ]         |
| 2019 | 2019微博电视剧大赏"十大人气男演员"                              | 2019微博テレビドラマ大賞"10人の大人気俳優"                                   |                                                            | 受賞       |                 |
| 2019 | 横店2019年度经典角色榜                                          | 2019年横店古典的キャラクターランキング                                       | 「陳情令」魏無羨                                           | 受賞       | [ 154 ]         |
| 2019 | 影视榜样·2019年度总评榜                                         | 模範的な映画とドラマ·2019年レビューリスト                                    | 「陳情令」                                                 | ノミネート | [ 155 ]         |
| 2019 | 新浪影视综盛典年度最具人气男演员                                | 新浪映画テレビ賞"今年最も人気のある俳優"                                     | 「陳情令」                                                 | 受賞       | [ 156 ]         |
| 2019 | 电影频道M榜最具潜力男演员                                       | 映画チャンネルMリストの最も有望な俳優                                        |                                                            | ノミネート | [ 157 ]         |
| 2019 | 新浪最美表演2019年度演员                                        | 新浪最も美しいパフォーマンス"2019年間最優秀俳優賞"                           | 「陳情令」 「诛仙１」                                      | 受賞       | [ 158 ]         |
| 2019 | TMEA腾讯音乐娱乐盛典酷狗音乐年度金曲                            | テンセントミュージックエンタメ盛典"年間黄金曲"                               | 「无羁」                                                   | 受賞       | [ 159 ]         |
| 2019 | COSMO时尚美丽盛典"传承·梦想"年度人物                            | COSMO时尚盛典"今年の人"                                                      |                                                            | 受賞       | [ 160 ]         |
| 2019 | 搜狗IN全景·臻选礼 最IN潜力艺人                                  | 搜狗INアワード"最も将来有望なアーティスト"                                   |                                                            | 受賞       |                 |
| 2019 | 爱奇艺尖叫之夜年度飞跃人气演员                                  | iQIYIスクリームナイト"今年最も人気のある俳優"                                |                                                            | 受賞       | [ 161 ]         |
| 2019 | 百度沸点明星榜年度最沸点明星                                    | 百度沸点明星リスト"今年最もホットなスター"                                   |                                                            | 受賞       | [ 162 ]         |
| 2019 | 腾讯视频星光大赏DOKI年度人气王                                  | テンセント星光大賞"DOKI年間人気王"                                           |                                                            | 受賞       | [ 163 ]         |
| 2019 | 腾讯视频星光大赏年度VIP之星                                     | テンセント星光大賞"年間VIPスター"                                            |                                                            | 受賞       | [ 164 ]         |
| 2019 | 腾讯视频星光大赏年度人气电视剧演员                              | テンセント星光大賞"年間最優秀テレビドラマ俳優賞"                             |                                                            | 受賞       | [ 164 ]         |
| 2019 | 腾讯娱乐白皮书年度电视剧男演员                                  | テンセントエンタメ白書"TVシリーズ年間最優秀俳優"                             |                                                            | 受賞       | [ 165 ]         |
| 2019 | 腾讯娱乐白皮书年度影响力之星                                    | テンセントエンタメ白書"年間影響力スター"                                     |                                                            | 受賞       | [ 166 ]         |
| 2019 | 今日头条年度盛典年度最受关注男明星                              | 2019頭条年次式典"今年最も注目された男性有名"                                 |                                                            | 受賞       | [ 167 ]         |
| 2019 | 2019微博之夜"年度热度人物"                                      | 2019微博の夜"今年のホットな人"                                               |                                                            | 受賞       | [ 168 ]         |
| 2019 | 2019微博之夜"微博KING"                                          | 2019微博の夜"WeiboKING"                                                      |                                                            | 受賞       | [ 169 ]         |
| 2019 | 阅文原创文学风云盛典"超级风云男演员"                            | 中国文学創作文学祭"めざましい活躍をした俳優"                                 | 「陳情令」 「诛仙１」                                      | 受賞       | [ 170 ]         |
| 2019 | 阅文原创文学风云盛典"阅动人心经典人物"                          | 中国文学創作文学祭"感動の古典的キャラクター"                                 | 「诛仙１」                                                 | 受賞       | [ 170 ]         |
| 2019 | 中国银幕风云榜 新人演员                                         | 中国スクリーン賞今年の新人俳優賞                                             |                                                            | 受賞       | [ 171 ]         |
| 2020 | 第27届《东方风云榜》音乐盛典十大金曲                            | 第27回東方ヒットチャート音楽祭"ゴールデンソングベスト10"                     | 「余年」 「无羁」                                          | 受賞       | [ 172 ]         |
| 2020 | 2020年新浪文娱风云盛典十大人气音乐作品                          | 2020新浪スター人気楽曲トップ10                                               | 「光点」                                                   | 受賞       |                 |
| 2020 | 2020微博电视剧大賞人气男性角色                                  | 2020微博テレビドラマ賞"人気男性キャラクター"                                 | 「狼殿下」                                                 | 受賞       | [ 173 ]         |
| 2020 | 2020腾讯娱乐年度盛典"星指数年度男歌手"                          | テンセントエンタメ盛典"男性シンガー・オブ・ザ・イヤー"                       | 「光点」                                                   | 受賞       | [ 174 ]         |
| 2020 | 2020腾讯娱乐年度盛典"星推榜年度星力量"                          | テンセントエンタメ盛典"スター・パワー・オブ・ザ・イヤー"                     |                                                            | 受賞       | [ 175 ]         |
| 2020 | 腾讯视频星光大赏年度VIP之星                                     | テンセント星光大賞"VIPスター"                                                |                                                            | 受賞       | [ 176 ]         |
| 2020 | 腾讯星光大赏WeTVAwards最佳男演员                                | テンセント星光大賞WeTV賞"最優秀男性主演男優賞"                               | 「陳情令」                                                 | 受賞       | [ 177 ]         |
| 2020 | 腾讯星光大赏WeTVAwards最受欢迎艺人                              | テンセント星光大賞WeTV賞"最も人気のあるアーティスト"                         |                                                            | 受賞       | [ 177 ]         |
| 2020 | Premios Cultura Asiática： mejor C-drama de los PCA 2020        | アジア文化賞2020"最優秀中国ドラマ賞"                                         | 「狼殿下」                                                 | 受賞       | [ 178 ]         |
| 2020 | 明星权力榜年度最具影响力男演员                                  | スターパワーリスト"今年最も影響力のある俳優"                                 |                                                            | 受賞       | [ 179 ] [ 180 ] |
| 2020 | TMEA音乐盛典年度人气数字专辑                                    | テンセントミュージックエンタメ盛典"今年の人気デジタルアルバム"               | 「光点」                                                   | 受賞       | [ 181 ]         |
| 2020 | 抖音星动夜晚会                                                  | 抖音スターナイト"人気スター賞"                                               |                                                            | 受賞       | [ 182 ]         |
| 2020 | 2020微博之夜"微博KING"                                          | 2020微博の夜"微博王WeiboKING"                                                |                                                            | 受賞       | [ 183 ]         |
| 2021 | Global Nubia Awards (GNAs) 2021：Global Actor Of The Year Award | グローバルヌビアアワード(GNA)2021グローバル・アクター・オブ・ザ・イヤー賞    |                                                            | 受賞       | [ 184 ]         |
| 2021 | Premios Cultura Asiática：Mejor actor chino                     | アジア文化賞"最優秀中国人俳優"                                               |                                                            | 受賞       | [ 185 ]         |
| 2021 | 2021体育大生意年度评选最佳体育代言                              | スポーツビッグビジネス年間セレクション"最優秀スポーツ推薦賞"                 |                                                            | 受賞       | [ 186 ]         |
| 2021 | CNA The hottest Asian celebrity fashion icons of 2021           | CNA2021年最もホットなアジアのファッションアイコン                            |                                                            | 受賞       | [ 187 ]         |
| 2021 | 2021微博电视剧大赏                                              | 2021Weiboテレビドラマ大賞                                                    | 「斗羅大陸」                                               | 受賞       | [ 188 ]         |
| 2021 | WETV award 2021 "Favorite Actor"                                | 2021WeTV賞"人気俳優賞"                                                       | 「斗羅大陸」                                               | 受賞       | [ 189 ]         |
| 2021 | WETV award 2021 "Artist of the Year"                            | 2021WeTV賞"今年の俳優"                                                       | 「斗羅大陸」 「陳情令」                                    | ノミネート | [ 189 ]         |
| 2021 | WETV award 2021 "Top Actor"                                     | 2021WeTV賞"トップ俳優"                                                       |                                                            | ノミネート | [ 189 ]         |
| 2021 | WETV award 2021 "Best Man Crush Monday of The Year"             | 2021WeTV賞"今年のブレイクスルー俳優"                                         |                                                            | ノミネート | [ 189 ]         |
| 2021 | WETV award 2021 "Best Actor"                                    | 2021WeTV賞"最優秀俳優賞"                                                     | 「斗羅大陸」                                               | 受賞       | [ 189 ]         |
| 2021 | 京报传媒影视榜样·2021年度总评榜年度人气男演员                   | 北京日報2021年映画及びテレビのロールモデル年間レビューリスト"今年の人気俳優" |                                                            | 受賞       | [ 190 ]         |
| 2021 | 腾讯娱乐年度盛典"星指数年度男歌手"                              | テンセントエンターテインメント年度授賞式"今年のスター歌手"                   | 「光点」                                                   | 受賞       | [ 191 ]         |
| 2021 | 第二届TMEA音乐盛典"年度人气数字单曲"                            | 第2回テンセントミュージックエンタメ盛典「今年の人気デジタルシングル」        | 「光点」                                                   | 受賞       |                 |
| 2021 | IFPI国际唱片工业协会2020年全球单曲畅销榜第7名                   | IFPI国際レコード協会"2020年世界シングルベストセラー"第7位                    | 「光点」                                                   | 第7位      | [ 192 ]         |
| 2022 | JOOX International Annual Popularity Award                      | JOOXタイ音楽賞"国際年間人気賞"                                               |                                                            | 受賞       | [ 193 ]         |
| 2022 | 微博视界大会微光荣耀"年度突破演員"                              | 微博視界大会栄光の輝き"最優秀最優秀アーティスト"                             |                                                            | ノミネート | [ 194 ]         |
| 2022 | 微博视界大会微光荣耀"表現力演員"                                | 微博視界大会栄光の輝き"今年の表現力豊かな俳優"                               |                                                            | 受賞       | [ 195 ]         |
| 2022 | 微博视界大会微光荣耀"微光荣耀角色"                              | 微博視界大会栄光の輝き"最も好きなキャラクター"                               | 「斗羅大陸」唐三 「王牌部队」顧一野 「余生、请多指教」顧魏 | ノミネート | [ 195 ]         |
| 2022 | 微博视界大会微光荣耀"观众喜爱作品"                              | 微博視界大会栄光の輝き"観客に愛された作品"                                   | 「王牌部队」 「余生、请多指教」                            | 受賞       | [ 195 ]         |
| 2022 | 微博音乐盛典"最佳配乐"                                          | 微博音楽盛典"最優秀サウンドトラック"                                         | 「策马正少年」 「最幸运的幸运」 「我们曾经在一起」         | ノミネート | [ 196 ]         |
| 2022 | 微博音乐盛典"顶尖人物"                                          | 微博音楽盛典"トップ人物"                                                     |                                                            | ノミネート | [ 196 ]         |
| 2022 | 京报传媒影视榜样·2022年度总评榜年度人气男演员                   | 北京日報2022年映画及びテレビのロールモデル年間レビューリスト"今年の人気俳優" | 「余生、请多指教」                                         | 受賞       | [ 197 ]         |
| 2022 | 2022微博电视剧大赏 年度言情类角色                               | 2022微博テレビドラマ大賞"今年のロマンチックなキャラクター"                   | 「余生、请多指教」顧魏                                     | 受賞       | [ 198 ]         |
| 2022 | 2022微博电视剧大赏 年度年代角色                                 | 2022微博テレビドラマ大賞"今年の年代キャラクター"                             | 「王牌部队」顧一野                                         | 受賞       | [ 198 ]         |
| 2022 | WETV award 2022 "Best Actor"                                    | 2022WeTV賞"最優秀俳優"                                                       |                                                            | 受賞       | [ 199 ]         |
| 2022 | WETV award 2022 "Artist Of The Year"                            | 2022WeTV賞"今年のアーティスト"                                               |                                                            | ノミネート | [ 199 ]         |
| 2022 | WETV award 2022 "Best Couple"                                   | 2022WeTV賞"最高のカップル"                                                   | 「余生、请多指教」顧魏                                     | 受賞       | [ 199 ]         |
| 2022 | WETV award 2022 "Best Hero"                                     | 2022WeTV賞"ベストヒーロー"                                                   | 「余生、请多指教」顧魏                                     | 受賞       | [ 199 ]         |
| 2022 | 文娱责任影响力年度盛 典年度荧屏影响力男性角色                   | 文化的責任と影響力年度盛典"今年最も影響力のある男性スクリーンキャラクター"   | 「余生、请多指教」顧魏                                     | 受賞       | [ 200 ]         |
| 2022 | 百度沸点2023年度演员                                            | 百度沸点2023"年間最優秀俳優"                                                 |                                                            | 受賞       | [ 201 ]         |
| 2022 | 2022微博之夜"微博年度热度人物"                                  | 2022微博の夜"今年の熱度人物"                                                 |                                                            | ノミネート | [ 202 ]         |
| 2022 | 2022微博之夜"微博KING"                                          | 2022微博の夜"微博王WeiboKING"                                                |                                                            | ノミネート | [ 202 ]         |
| 2022 | 2022微博之夜"微博年度品质演员"                                  | 2022微博の夜"Weiboクオリティ・アクター・オブ・ザ・イヤー"                    |                                                            | 受賞       | [ 202 ]         |
| 2023 | Pop Golden Awards 2023 Golden Chinese Drama Award               |                                                                              |                                                            | ノミネート | [ 203 ]         |
| 2023 | 第19届中美电视节年度优秀青年演员                                | 第19回中米テレビフェスティバル"最優秀若手俳優賞"                             | 「梦中的那片海」肖春生                                     | 受賞       | [ 204 ]         |
| 2023 | 2023微博之夜"微博KING"                                          | 2023微博の夜"微博王WeiboKING"                                                |                                                            | ノミネート | [ 205 ]         |
| 2023 | 2023微博之夜"微博年度优秀演员"                                  | 2023微博の夜"Weibo傑出した今年の俳優"                                        |                                                            | 受賞       | [ 205 ]         |
| 2023 | 2023微博之夜"微博网友喜爱人物"                                  | 2023微博の夜"Weiboネットユーザーのお気に入りキャラクター"                    |                                                            | 受賞       | [ 205 ]         |
| 2023 | 微博视界大会微光荣耀"年度突破演員"                              | 微博視界大会栄光の輝き"最も人気のある俳優"                                   |                                                            | ノミネート | [ 206 ]         |
| 2023 | 微博视界大会微光荣耀"微光荣耀角色"                              | 微博視界大会栄光の輝き"最も好きなキャラクター"                               | 「梦中的那片海」肖春生 「玉骨遥」時影 「骄阳伴我」盛阳     | ノミネート | [ 206 ]         |
| 2023 | 微博视界大会微光荣耀"年度突破創新作品"                          | 微博視界大会栄光の輝き"今年の革新的な作品"                                   | 「梦中的那片海」                                           | 受賞       | [ 206 ]         |
| 2024 | 影视榜样·2023年度总评榜"演员类-人气男演员"                      | 映画ドラマ·2023年レビューリスト人気俳優                                      |                                                            | 受賞       | [ 207 ]         |
| 2024 | 新京报2023年度演员榜单"年度突破男演员"                          | 新京報2023年ドラマリスト年度突破俳優                                         |                                                            | 受賞       | [ 208 ]         |
| 2024 | CMG第二届中国电视剧年度盛典年度突破·男演员                      | CMG第2回中国テレビドラマ授賞式"今年最もブレイクした俳優"                     | 「梦中的那片海」 「骄阳伴我」                              | 受賞       | [ 209 ] [ 210 ] |
| 2024 | CMG第二届中国电视剧年度盛典年度优秀电视剧                       | CMG第2回中国テレビドラマ授賞式"今年の優秀作品"                               | 「梦中的那片海」                                           | 受賞       | [ 209 ] [ 210 ] |
| 2024 | 2024首都广播电视节目制作业协会年会推优名单"年度品质剧集"        | 2024首都テレビ番組制作協会推薦リスト年度良質ドラマ                           | 「梦中的那片海」                                           | 受賞       | [ 211 ]         |
| 2024 | 2024电视剧品质盛典"年度全媒体关注度剧星"                        | 2024テレビドラマクオリティ盛典"今年最も注目の俳優"                           |                                                            | 受賞       | [ 212 ]         |
| 2024 | 2024电视剧品质盛典"年度品质剧作"                                | 2024テレビドラマクオリティ盛典年度良質ドラマ                                 | 「梦中的那片海」                                           | 受賞       | [ 213 ]         |
| 2024 | 微博电视之夜微博网友年度瞩目影人                                | 微博テレビの夜微博ユーザーが選ぶ年度注目映画人                               |                                                            | 受賞       | [ 214 ]         |
| 2024 | 微博电视之夜微博网友年度期待影片                                | 微博テレビの夜微博ユーザーが選ぶ年度期待映画賞                               | 「射雕英雄传：侠之大者」                                   | 受賞       | [ 215 ]         |
| 2024 | 2024WMA微博音乐盛典"年度推荐人物-华语歌手TOP10"                 | 2024WMA微博音楽盛典"年度推薦人物-中国語歌手TOP10"                            |                                                            | 受賞       | [ 216 ]         |
| 2024 | 2024WMA微博音乐盛典"年度推荐歌曲TOP10"                          | 2024WMA微博音楽盛典"年度推薦楽曲TOP10"                                       | 「同路人」                                                 | 受賞       | [ 216 ]         |
| 2024 | 2024微博视界大会年度推荐"观众喜爱剧综人物"                      | 微博視界大会栄光の輝き"最も愛された人物"                                     |                                                            | 受賞       | [ 217 ]         |
| 2024 | 2024微博视界大会年度推荐"影视音乐"                              | 微博視界大会栄光の輝き"映画・テレビ音楽"                                     | 「如愿」                                                   | 受賞       | [ 217 ]         |
| 2024 | 微博音乐盛典"年度推荐歌曲"                                      | 微博音楽盛典"年度推薦楽曲"                                                   | 「我们」                                                   | 受賞       | [ 218 ]         |
| 2025 | QQ音乐巅峰榜2024"巅峰潮流榜年度十大艺人"                        | 2024年QQミュージック年間ランキング"潮流リスト年度トップ10アーティスト"       |                                                            | 受賞       | [ 219 ]         |
| 2025 | QQ音乐巅峰榜2024"年度巅峰十大专辑"                              | 2024年QQミュージック年間ランキング"年度トップ10アルバム"                     | アルバム「我们」                                           | 受賞       | [ 219 ]         |
| 2025 | QQ音乐巅峰榜2024"年度巅峰华语专辑"                              | 2024年QQミュージック年間ランキング"年度華語アルバム"                         | アルバム「我们」                                           | 受賞       | [ 219 ]         |
| 2025 | QQ音乐巅峰榜2024"巅峰潮流榜年度高分佳作"                        | 2024年QQミュージック年間ランキング"年度ハイスコア賞"                         | 「我们」「不要回头」                                       | 受賞       | [ 219 ]         |
| 2025 | QQ音乐巅峰榜2024"年度热议単曲"                                  | 2024年QQミュージック年間ランキング"年度話題曲"                               | 「我们」                                                   | 受賞       | [ 219 ]         |
| 2025 | 2024微博之夜"微博年度影响力演员"                                | 2024微博の夜"年度影響力俳優"                                                 |                                                            | 受賞       | [ 220 ]         |
| 2025 | QQ音乐超级巅峰之夜"巅峰年度专辑"                                | QQミュージックスーパーピークナイト"年度トップアルバム"                       | アルバム「我们」                                           | 受賞       | [ 221 ]         |

### その他表彰
| 年   | 賞名                                                          | 結果 | 出典            |
| 2018 | I-Magazine「ファッションフェイスアワード」                    | ２位 | [ 222 ]         |
| 2019 | タイヘッドライン「年間最優秀人物」                            | 受賞 | [ 223 ]         |
| 2019 | スターモメーター「アジアドラマ年間最優秀俳優賞」              | 受賞 | [ 224 ]         |
| 2019 | 北京ニュース週刊誌「今年の人」                                | 受賞 | [ 225 ]         |
| 2019 | フォーブスチャイナ「世界を変える30歳未満の30人」              | 選出 | [ 226 ]         |
| 2019 | R3指数有名人ランキング                                        | 1位  | [ 227 ] [ 228 ] |
| 2019 | 新浪时尚「スター・ファッション・バリュー」                    | 1位  | [ 229 ] [ 230 ] |
| 2019 | 艾漫「スター商業価値ランキング」9~11月                        | 1位  | [ 231 ]         |
| 2019 | TCC Asia「アジアで最もハンサムな顔」                          | 受賞 | [ 232 ]         |
| 2019 | TCC Candler「世界で最もハンサムな顔」                         | 6位  | [ 233 ]         |
| 2020 | TCC Asia「アジアで最もハンサムな顔」                          | 受賞 | [ 234 ]         |
| 2020 | TCC Asia「「最も影響力のある顔」」                            | 受賞 | [ 234 ]         |
| 2020 | TCC Candler「世界で最もハンサムな顔」                         | 7位  | [ 235 ]         |
| 2020 | Top Beauty World「世界で最もハンサムな男性」                  | 受賞 | [ 236 ]         |
| 2020 | Top Beauty World「世界で最もセクシーな男性」                  | 受賞 | [ 236 ]         |
| 2020 | スターモメーター「アジアのイケメン」                          | 8位  | [ 236 ]         |
| 2021 | TCC Candler「世界で最もハンサムな顔」                         | 11位 | [ 237 ]         |
| 2021 | スターモメーター「アジアのイケメン」                          | 1位  | [ 236 ]         |
| 2021 | The World List「ファッションワールド 2021」                   | 1位  | [ 238 ]         |
| 2021 | World's Choice Awards「2021ファッションアイコンオブザイヤー」 | 1位  | [ 239 ]         |
| 2022 | Nubia Magazine 「2022 年世界のハンサムマン」                  | 受賞 | [ 240 ]         |
| 2023 | TCC Candler「世界で最もハンサムな顔」                         | 2位  | [ 241 ]         |
| 2023 | King Choice「最もハンサムな中国スタートップ30」               | 1位  | [ 242 ]         |
| 2023 | Enstar「2023年に注目すべき中国人俳優トップ10」                | 1位  | [ 243 ]         |
| 2023 | HoweBangkok「世界で最も影響力のある50人」                     | 選出 | [ 244 ]         |
| 2023 | TCC Candler「世界で最もハンサムな顔」                         | 30位 | [ 245 ]         |
| 2024 | TCC Candler「世界で最もハンサムな顔」                         | 49位 | [ 246 ]         |

## 書籍
| 年   | 月 | 雑誌名                     | 号           | 備考         | 媒体           |
| 2018 | 2  | NYLON 尼龙                 |              |              | 紙媒体         |
| 2018 | 8  | 精品購物指南 LIFE STYLE    | 2238期       | 表紙         | 紙媒体         |
| 2018 | 10 | 精品購物指南 LIFE STYLE    | 2245期       | 表紙         | 紙媒体         |
| 2018 | 11 | ELLEMEN 新青年             | 11月         | 表紙         | 電子版         |
| 2018 | 12 | ELLEMEN 新青年             | 12月号       |              | 紙媒体         |
| 2018 | 12 | ELLE 世界时装之苑          | 1月号        |              | 紙媒体         |
| 2019 | 1  | ELLE 世界时装之苑          | 2月号        |              | 紙媒体         |
| 2019 | 1  | 红秀 GRAZIA                | 389期        |              | 紙媒体         |
| 2019 | 2  | 最潮 FASHIONABLE           | 3月          | 表紙         | 電子版         |
| 2019 | 3  | 伊周 BELLA                 | 2月号        |              | 電子版＆紙媒体 |
| 2019 | 5  | 时尚 COSMOPOLITAN          | 6月          |              | 電子版         |
| 2019 | 6  | 时尚芭莎 Harper's BAZAAR   | 6月          | 陳情令特集   | 電子版         |
| 2019 | 6  | NYLON 尼龙                 | 7月号        | 表紙         | 紙媒体         |
| 2019 | 7  | 上海电视周刊               |              | 表紙         | 紙媒体         |
| 2019 | 7  | OK！精彩                   | 8月号        | 表紙         | 紙媒体         |
| 2019 | 8  | 南都娱乐周刊               | 8月号        | 表紙         | 紙媒体         |
| 2019 | 8  | VOUGUE 服饰与美容          | 9月号        |              | 紙媒体         |
| 2019 | 8  | 红秀 GRAZIA                | 創刊号       | 表紙         | 電子版         |
| 2019 | 8  | NeufMode 九号摩登          | 8月          | 表紙         | 電子版         |
| 2019 | 9  | 时尚芭莎 Harper's BAZAAR   | 10月号 別冊  |              | 紙媒体         |
| 2019 | 10 | Madam Figaro Hommes 费加罗 | 10月号       | 表紙（2種）  | 紙媒体         |
| 2019 | 11 | 意林‐小淑女                | 創刊号       |              | 紙媒体         |
| 2020 | 1  | 时尚芭莎 Harper's BAZAAR   | 2月号        | 表紙（2種）  | 紙媒体         |
| 2020 | 1  | 人物                       | 2月号 珍蔵版 | 表紙         | 紙媒体         |
| 2020 | 1  | 北广人物周刊               | 第二期       | 表紙         | 紙媒体         |
| 2020 | 1  | VOUGUE me                  | 2月号        | 表紙（2種）  | 紙媒体         |
| 2020 | 5  | 博客天下                   | 第314期      | 表紙         | 紙媒体         |
| 2021 | 12 | ELLE 世界时装之苑          | 1月号        | 表紙（2種）  | 紙媒体         |
| 2023 | 4  | 时尚先生 Esquire           | 4月号        | 表紙         | 紙媒体         |
| 2023 | 12 | 博客天下                   | 404期        | 2023年度人物 | 紙媒体         |
| 2024 | 1  | marie clair 嘉人           | 1月号        | 表紙（2種）  | 紙媒体         |
| 2024 | 2  | 智族 GQ                    | 2月号        | 表紙         | 紙媒体         |
| 2024 | 8  | ELLE 世界时装之苑          | 9月号        | 表紙（両面） | 紙媒体         |
| 2025 | 1  | 人物                       | 2月号珍蔵版  | 表紙         | 紙媒体         |

## その他

### 公益活動
2015年
- 『燃烧吧少年』キャスト時代、公共福祉短編映画『少年自救防火墙』の撮影に参加。[247]

2016年
- 芸能界デビュー直後、動物保護団体「天使动保_动物关爱中心」に17,000元を寄付し、野良猫の冬支度を支援した。[248]

2019年
- 11月13日、公共福祉プロジェクト「圆山里娃的足球梦」を支援し、置き去りにされた子供たちへの注意を呼びかけた。[249]
- 11月20日、中国少年儿童文化艺术基金会チャリティイベントスターボランティアに参加。[250]

2020年
- 1月、武漢の感染症対策のため、爱德基金会を通して619815.50元を寄付した。この寄付は当初匿名で行われた。[251]
- 2月、新型コロナウイルス感染症の流行中に肖戦工作室は医療機関に対して様々な医療物資や設備、人工呼吸器を寄贈した。[252]
- 3月、肖戦工作室と肖戦ファングループが共同設立した公益プロジェクトグループが正式に運営開始。[253]
- 4月、デジタルシングル「光点」の売上は一部寄付に充て、教育、貧困緩和、動物・森林保護など様々な福祉への支援に充てられた。[254]
- 5月、湖北省の経済活性化を支援する『湖北活性化・人民行動』の公共福祉生放送に参加し、肖戦本人がデザインを手掛けたチャリティーTシャツを販売した。この収益はすべて湖北省の公共福祉に使われた。[255]
- 6月、河北省蔚県人民政府と人民オンラインが主催する「農業とメディアが合併した公共福祉援助」が河北省張家口市蔚県で開催され、貧困緩和の商品体験官として訪問し、貧困地域の農産品PRに協力した。[256]

2021年
- 2月、上海警察のオンライン詐欺撲滅キャンペーンのアンバサダーに就任し、啓発活動に協力した。[257]
- 3月、22年北京冬季五輪のアイスホッケープロモーションアンバサダーと北京冬季オリンピック男子アイスホッケー会場国立競技場ウィンタードリームプロモーションアンバサダーに就任。
- 4月、『如梦之梦』のチャリティー公演を開催。武漢市のボランティア・地域活動家・医療従事者ら等武漢市の最前線の労働者らを観劇に招待し、活動の貢献に感謝の意を示した。また、初の舞台出演を祝福した世界中の小飞侠から劇場へ贈られた薔薇を観客や武漢市民へ配布した。[258]
- 7月、河南省の洪水被害のため、郑州市赤十字社に100万元を寄付した。[259]

2022年
- 1月、陕西省の感染症対策のため、韩红爱心慈善基金会を通して共同で救援物資などを支援した。[260]
- 3月、吉林省の感染症対策のため、韩红爱心慈善基金会を通して共同で医療機器、救援物資を支援した。[261]
- 4月、上海の感染症対策のため、50万元を寄付し1,000世帯分の食料品セットを提供した。[262]
- 9月、四川省の地震被災地に肖戦工作室から100万元を寄付した。[263]
- 9月、第19回アジア競技大会のチャリティー・ドリームアンバサダーに任命された。

2023年
- 6月、国家反诈中心のオンライン詐欺や不正送金に対する意識を広める動画に出演し、詐欺防止推進に貢献した。[264]
- 8月、北京や周辺地域の台風被害のため、黄晓明明天爱心基金会を通して共同で救援物資などを支援した。[265]
- 12月、甘粛省での地震被害のため、黄晓明明天爱心基金会を通して共同で救援物資などを支援した。[266]

2024年
- 8月、豪雨災害被害のため、黄晓明明天爱心基金会を通して湖南省等に共同で医療物資や救援物資などを支援した。[267]
- 8月、韓紅愛心百人公益行動を通じて、吉林省の農村医療を支援した。[268]
- 9月、海南省での台風被害のため、黄晓明明天爱心基金会を通して共同で救援物資などを支援した。[269]

2025年
- 1月、チベット自治区シガツェ市ティンリ県地震被害のため、黄晓明明天爱心基金会を通して共同で緊急救援物資などを支援した。[270]